# Критичний раціоналізм
Критичний раціоналізм — спосіб філософського мислення, заснований Карлом Поппером. Поппер описує його як такий спосіб життя, який визнає, що я можу помилятися, а ви маєте рацію, і що ми разом можемо відшукати шлях до істини. Він характеризується обережно-оптимістичним кутом зору на життя і речі. Це не є якась форма скептицизму, але така позиція, при якій розуміється, що речі, які вважаються доведеними наразі, в майбутньому можуть бути піддані сумніву.

## Огляд
Критичний раціоналізм пов'язаний з питанням про те, як наукові чи соціальні (але в принципі і повсякденні) проблеми можуть бути досліджені і пояснені не догматично, а планомірно (методично) і розумно (раціонально). При цьому він шукає вихід із вибору між, з одного боку, вірою в науку (Сцієнтизм) і розумінням того, що наукові знання мають бути побудовані на позитивних результатах (Позитивізм), а з іншого боку, впевненістю в тому, що істина залежить від поглядів людини (Релятивізм) та факту того, що знання піддаються свавіллю, якщо докази неможливі (Скептицизм).
Критичний раціоналізм сприймає самоочевидні у повсякденному житті переконання, що світ дійсно існує, і що він незалежний від знань людини про нього. Це означає, наприклад, що він не перестає існувати, коли ви закриваєте очі. Людина, однак, в її здатності до пізнання світу обмежується власними можливостями сприйняття, так що вона не може мати остаточної впевненості, що її досвід і думки збігаються з фактичною дійсністю (Критичний реалізм). У зв'язку з цим треба виходити з того, що кожна зі спроб знайти вирішення проблеми може бути помилкованою (Фалібілізм). Усвідомлення помилковості призводить, по-перше, до потреби в безперервному критичному аналізі вірувань і припущень, по-друге, до методологічного та раціонального підходу до вирішення проблем (Методологічний раціоналізм).
Таким чином, критичний раціоналізм не питає, наприклад, як можна довести якусь наукову теорію, але як і де знайти вона є помилковою, і що треба робити у випадку, якщо ви знайшли помилку. Сильним аргументом для відмови від пошуку доказів якоїсь теорії є заміна теорії гравітації Ісаака Ньютона теорією відносності Альберта Ейнштейна. Теорія Ньютона безвинятково підтверджувалася спостереженнями протягом 200 років після її відкриття. Якщо взагалі говорити про перевірену природознавчо теорію, то це була би у великій мірі теорія Ньютона. Проте Ейнштейн дозволив собі засумніватися в правильності цієї теорії і запропонувати свою власну. Теорія Ньютона не є більше прикладом надійної теорії, а більше прикладом принципової можливості хибності здавалось би добре доведених людських знань. До революції Ейнштейна у фізиці був широко поширений погляд, що докази наукових теорій можливі методом індукції. Епістемологічні принципи критичного раціоналізму заперечують таку можливість і висувають як контр-пропозицію метод фальсифікації. Це спроба знайти через експерименти і спостереження приклади протилежного характеру. Точка зору критичного раціоналізму на політику дуже подібна на точку зору в науці. Не є вирішальним, як заздалегідь знайти кращого правителя або що треба робити, щоб забезпечити ідеальні стосунки. Замість цього більш важливо, як поганого правителя можна повалити без кровопролиття і як можуть бути усунені.
Так само він відмовився в області етики і суспільства від обґрунтування норм, а замість цього фокусується на питанні, як можуть бути розпізнані і поліпшені погані правила. Етика для критичного раціоналізму є у вирішенні проблем соціальної сфери. Знову ж таки, він вимагає критичного-раціонального підходу і відмови від будь-якої догми. Як і в науці, ви можете знайти нові і кращі рішення відповідно до принципу проб і помилок. Щоб уникнути серйозних негативних наслідків експериментів у цій галузі, критичний раціоналізм пропонує політику малих кроків.
У кожній з цих сфер критичний раціоналізм застосовує принцип критики, яка заснована на спостереженні, огляді внутрішніх протиріч, невідповідностей науково-емпіричним теоріям, а також на контролі успіхів з точки зору розв'язуваної задачі. Таким чином, він визнає пріоритетними творчість, уяву, і погляд на світ з подивом, який чітко дистанціюється від традиційного способу суворої стерильності науки. Вона тепер не думає про постійне накопичення безпомилкових істин, але, з іншого боку теж не будує повітряних замків. З точки зору критичного раціоналізму, наука є великою пригодою і захоплюючою мандрівкою у відкриття.
З його основною концепцією, що всі люди схильні помилятися, критичний раціоналізм ставиться проти усіх позицій, які виходять з можливості кінцевого обґрунтування (наприклад, моральних норм). Він виступає за відкрите плюралістичне суспільство, яке є терпимим до всіх мирних людей, які вирішують усі конфлікти шляхом раціонального обговорення та з використанням щирого пошуку істини, в якому люди можуть вільно надати сенс своєму життю і шукати свій шлях у відкрите майбутнє. Але це не розуміється як соціальна утопія, але як захист реальних існуючих західних демократій від цинічного песимізму щодо сучасності, а також від реально існуючих тоталітарних режимів. У цьому сенсі він поборює всі форми патерналізму з боку влади, нетерпимість та ідеології, тоталітаризм та ірраціоналізм.

## Представники
Критичний раціоналізм був заснований Карлом Поппером в контексті його обговорення філософії науки і соціальної філософії. Він ввів цей термін в 1944 році у своїй книзі Відкрите суспільство та його вороги (Die offene Gesellschaft und ihre Feinde), однак розвинув його основні положення вже в свої ранніх роботах. Його всеосяжне представлення було розроблене в його книзі «Об'єктивне пізнання» (Objektive Erkenntnis)
Є також розбіжні коливання в розуміння критичного реалізму, які деякою мірою відрізняються принципово. Вільям Бартлі поставив питання, чи для критичного раціоналізму достатньо власних положень, якщо він застосовується до самого себе і, таким чином, може бути прийнятий без втрати цілісності. Ганс Альберт розвинув його для соціальних і гуманітарних наук і систематично розробив його положення у своєму «Трактаті про критичний розум» (Traktat über kritische Vernunft). Сучасним представником, який поєднує в собі підходи Поппера та Бартлі, розробляє далі і має справу з критикою, є Девід Міллер (David Miller). Ці позиції є найближчими до Поппера.
Джозеф Агассі мав справу з фундаментальними питаннями про поняття раціональності, але у інший спосіб, ніж Бартлі. Імре Лакатош розробив дуже модифіковану, консервативну форму критичного раціоналізму, яка більше орієнтована на захист твердого ядра теорії. Варіанти з елементами класичної стратегії обґрунтування розроблені Джоном Уоткинсом (John W. N. Watkins) і Аланом Мсгрейвом (Alan Musgrave). Адольф Ґрюнбаум (Adolf Grünbaum) і Уеслі Селмоном (Wesley C. Salmon) представляють варіації з індуктівістськими елементів. Герхард Фольмер (Gerhard Vollmer) спробував зв'язати критичний раціоналізм з натуралізмом

## Основи

### Критичний реалізм
Основна стаття Критичний реалізм
Реалізм є метафізичною теорією що протиставлена суб'єктивному ідеалізму, яка визнає, що реальність існує незалежно від людини. У той час як наївний реалізм припускає, що світ є таким, як його сприймає людина, критичний реалізм представляє розуміння, що представлення про нього через суб'єктивні елементи, які лежать в основі сприйняття, більше або менше піддаються сильним впливам.

### Фалібілізм
Основна стаття Фалібілізм
Мета зробити висловлювання повністю відповідними теорії, призводить до питання про можливість пізнання реальності. Тут Критичний раціоналізм припускає, що неможливо на підставі логічних властивостей всіх «істинних» теорій дати гарантоване обґрунтування істинності. Тому що будь-яка спроба довести істинність твердження, призводить або до нескінченного регресу, логічного кола або припинення доведення розгляду (див. Трилема Мюнхгаузена). Безпроблемний базис сприйняття істини займає центральне місце в критичному раціоналізмі, тому що без нього припущення про реальність не підлягають жодному контролю.

### Негативізм і скептицизм
Фаллібілізм показує тільки, що істинність висловлювання не можуть бути обґрунтована. Скептицизм йде ще далі і стверджує, що істинність твердження взагалі не може бути обґрунтована. заяву не може бути виправдане. З цього однак не випливає, що можна знехтувати скептицизмом: з цього не випливає, що необхідно сумнівався в істинності всього або є взагалі бити забороненим щось мати за правду і як правду характеризувати.

### Логіка
Ганс Альберт виставив набір принципів логіки, створених для того, щоб допомогти з простих базових тверджень перевірити і оцінити правдоподібність інших тверджень і теорій. Згідно з Альбертом ці принципи не залежать від філософії критичного раціоналізму; їх використання відповідає духу його світогляду і вони передають частину мудрості, яка застосовується навіть без глибокого знання логіки.
Від істин може слідувати тільки істина.
З хибності також і істина може слідувати.
З кожної теорії слідує нескінченно багато пропозицій.
Для пояснення спостережень існує нескінченно багато теорій.
З протилежностей слідують будь-які твердження.

## Філософія науки
Основна стаття: Філософія науки

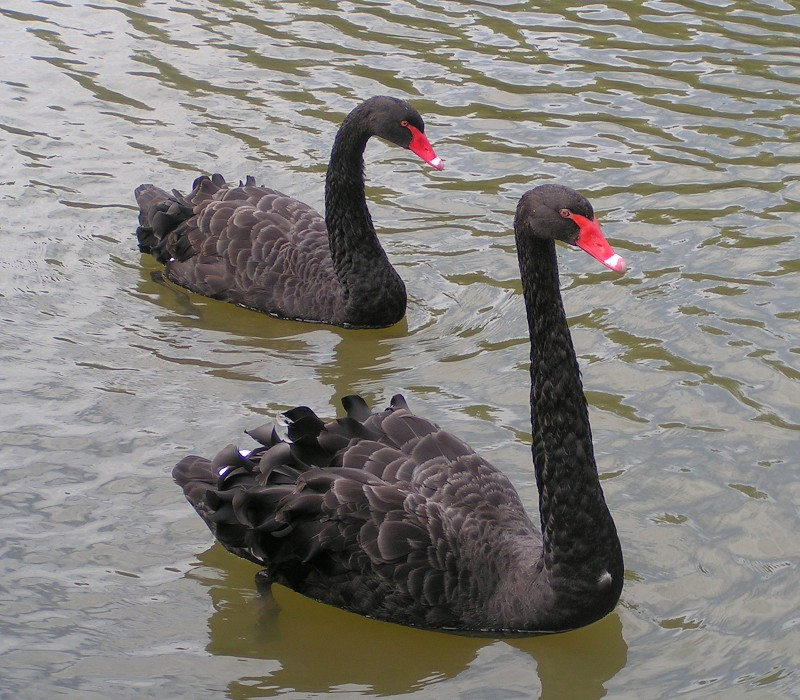
Чи є всі лебеді білі? Класичний погляд на теорію науки в тому, що завданням науки було відповідати, «доводити» такі гіпотези або виводити з даних спостережень. Це здається навряд чи можливо, оскільки загальний висновок треба робити на підставі численних окремих випадків, що логічно неможливо. Але якщо ми знайдемо чорного лебедя, ми можемо логічно зробити висновок, що твердження, що всі лебеді білі є хибним. Фальсифікаціонізм таким чином прагне до пошуку фальсифікації гіпотез, замість того щоб спробувати знайти доказ.

Значний вплив на критичний раціоналізм зробило протистояння Поппера з філософією науки Логічного позитивізму. Починаючи з позитивізму Маха та аналітичної філософії математиків Фреге і Рассела, члени Віденського гуртка намагалися розробити філософію, засновану на аналізі мови і логіки в контексті фізикалістського світогляду. Мета полягала в тому, щоб побудувати єдину науку. У цій теорії наука повинна виступати як теорія наукової мови. Висловлення філософії, які не є аналітичними (логіка і математика) або емпіричними («позитивні» науки), з точки зору логічного позитивізму треба розглядати як псевдо-проблеми, тобто вони не є науковими. Емпіричні пропозиції мають бути зведені до протокольних фраз. Вони є основні досвід і спостереження записи в формальної структури мови науки, яка буде розроблена. Тільки заяви, які можуть бути перевірені або підтверджені в цих рамках, щоб виконати необхідні і достатні умови для значущих твердження про фактах.
Поппер обрав інший шлях. Основна ідея полягає в тому, що навіть найбезпечніша теорія може помилятися. Це дозволило йому прийти до індукції. З одного боку, принцип фальсифікації протидіяти (пошуку помилок, не тільки для нових перевірок) а, з іншого боку, критерій фальсифікування (тільки фальсифікувати теорії емпіричних наук).

### Проблема індукції
Основна стаття Проблема індукції
Індуктивізм заснований на припущенні, що завдяки достатньому числу спостережень шляхом індукції, тобто у відповідності з такою схемою
| Цей лебідь є білим   | або | Усі відомі лебеді є білі | , |
| Тому всі лебеді білі | або | Тому всі лебеді білі     | , |

або у одному конкретному застосування у фізиці
| Предмети падають вниз, подальші спостереження … |
| Тому діє загальний закон гравітації             |

можуть бути зроблені загальні висновки у проблемній області, які мають характер закону.